# Emigración catalana del siglo XVIII a Isla Cristina
La emigración catalana del siglo XVIII a Isla Cristina consistió en la formación de una colonia de pescadores catalanoparlantes en Isla Cristina, en Andalucía (España). Si bien el catalán dejó de ser usado como lengua vehicular tras unas pocas generaciones, actualmente el habla de los descendientes de esos emigrantes reflejan ciertos rasgos adquiridos del catalán.

## Introducción
Durante los procesos migratorios, la población transporta igualmente sus costumbres e idioma. Uno de los casos más extremos es el origen del idioma afrikáans, origen de la emigración holandesa fundamentalmente a un territorio que colonizaron y la mayor parte del cual formaría lo que actualmente se conoce por Sudáfrica. Otras veces, la emigración solo mantiene su lengua nativa durante unas pocas generaciones, sin embargo algunas palabras de los primeros pobladores permanecen como localismos, es un caso mucho menos notable que el primero, con ejemplos como el uso de palabras catalanas en Isla Cristina debido a sus orígenes poblacionales del siglo XVIII.

## Emigración catalana delsigloXVIII
Debido a una serie de años consecutivos de baja productividad de la tierra y del mar en el noreste de España, la emigración a América se hizo más abundante, sin embargo, no todos los catalanes podían permitirse ese viaje para hacer fortuna. Muchos marineros optaron por buscar caladeros pesqueros en el sur del país. Algunos acabaron por instalarse en el levante de Andalucía, mientras otros llegaron al Algarve (Montegordo), en Portugal, e incluso fundaron nuevos asentamientos en el golfo de Cádiz. En la desembocadura del río Guadiana prosperó una colonia pesquera catalana de entre las que fueron fundadas, actual ciudad de Isla Cristina. Como zona fronteriza en el uso diario se emplean algunas palabras portuguesas en el español con variante andaluza que aquí se habla, sin embargo, aún se conservan vestigios de los orígenes catalanes de su población.

## Castellanización de apellidos
Los habitantes iniciales de la isla, de origen catalán y principalmente de parroquias situadas en Mataró y Sitges, a medida que transcurrió la primera generación fue necesaria la interacción con las instituciones públicas como fue el registro civil (y religioso) de sus descendientes. Dicho registro presentaba muchos errores fonológicos debido a la no correspondencia en castellano de algunos apellidos catalanes. Se observa en los registros padronales de la época cómo un mismo apellido de una familia va alterándose en las sucesivas generaciones, manteniéndose y volviendo a su forma antigua y otras veces cambiando de forma irreversible. Un caso aún hoy muy clarificador es el del Padre Mirabent, cronista de la ciudad gracias a quien ha llegado a nuestros días gran parte de la información conservada de la región durante el siglo XVIII y parte del XIX. A veces se encuentra su apellido escrito con 'v' y otras con 'b'. La confusión que existe entre ambas formas, Mirabent y Miravent, debido a la diferente grafía y misma pronunciación, producía que en los escritos oficiales andaluces (arzobispado de Sevilla, parroquia de los 12 Apóstoles de La Redondela, ayuntamiento de La Real Isla de la Higuerita, etc.) de los siglo XVIII y XIX se escribiera indistintamente sin observar la forma original catalana del siglo XII Miravent. Actualmente el instituto que lleva su nombre en la localidad se escribe con 'v', mientras que la avenida en su honor se hace con 'b'.
Otros apellidos como Camps, se castellanizaron a Campos como el que ya existía, e incluso se hicieron de nueva acuñación transformando Frigolet a Frigulé.

## Adaptación de palabras catalanas arraigadas
En el uso cotidiano, existen aún hoy palabras de origen catalán en Isla Cristina, algunos ejemplos son:
| Catalán original | Adaptación isleña | Castellano    |
| aixeta           | cheta             | grifo         |
| llotja           | lota              | lonja         |
| botiga           | botica            | tienda/botica |